# Kisii (Kenya)
Kisii és una ciutat de la província de Nyanza (Kenya). En el cens del 2019 tenia 112.417 habitants.